# (1347) Patria
(1347) Patria ist ein Asteroid des Hauptgürtels, der am 6. November 1931 vom russischen Astronomen Grigori Nikolajewitsch Neuimin in Simejis entdeckt wurde.
Der Name ist abgeleitet von dem lateinischen Wort für Vaterland.